# Kazuko Shiraishi
Pour les articles homonymes, voir Shiraishi.
Kazuko Shiraishi (白石かずこ, Shiraishi Kazuko), est une poétesse japonaise et traductrice née à Vancouver en 1931 et morte le 14 juin 2024. C'est une poétesse moderniste qui a commencé dans le groupe de poésie VOU de Katsue Kitazono, qui l'a amené à publier son premier recueil de poèmes en 1951. Elle est bientôt active dans des performances de jazz et de beat culture, se faisant connaître par sa poésie érotique. Elle a participé à des lectures et des festivals littéraires du monde entier,,,.
Elle est lauréate du prix Yomiuri en 1996 pour Arawareru monotachi o shite et du prix Jun Takami en 1997 pour Arawareru monotachi o shite (現れるものたちをして).